# Nordmarsk (Sydslesvig)
Nordmarsk (dansk), Nordmarsch (tysk) eller di Meersk (nordfrisisk) i det nordlige Tyskland, var en hallig i det vestlige Slesvig beliggende syd for øen Før. Området er nu en del af hallig Langenæs. 
I 1599 byggedes en kirke på Nordmarsk. Før holdt ø-boerne sig til kirken på Før. Under den anden store manddrukning i 1634 druknede her 48 mennesker. I 1800-tallet voksede halligen efterhånden sammen med nabohalliger Langenæs og Buthvel. Nordmarsk Sogn blev allerede i 1838 sammenlagt med Langenæs Sogn. I 1902 blev der på halligens vestlige ende opført et fyrtårn. I 1941 blev den hidtil selvstændige kommune Nordmarsk lagt til kommunen Langenæs. Der findes flere værfter på Nordmarsk (såsom Mayensværft, Nørrehjørne, Hilligenley, Rixværft, Kirkegårdsværft og Sønderhjørne).